# Prosopistoma pennigerum
Prosopistoma pennigerum ist eine Art der Eintagsfliegen. Sie ist sehr selten und die einzige mitteleuropäische Vertreterin der Familie Prosopistomatidae.

## Merkmale
Die Körperlänge dieser kleinen Eintagsfliegenart beträgt nur etwa 5 mm. Der Kopf ist gelbbraun gefärbt, mit helleren sechsgliedrigen Antennen.
Das Larvenstadium zeigt eine Reihe besonderer Anpassungen an den Lebensraum großer Fließgewässer. Kopf und Rücken bilden einen einheitlichen, rundlichen Schild, dem die drei Schwanzborsten fächerartig vorragen. Er ist etwa 3–4 mm lang und geringfügig länger als breit. Unter dem gelblichen Rückenschild liegen 6 Kiemenpaare. Die beiden Augen sind auffällig als schwarze Punkte auf der vorderen Oberseite des Schildes erkennbar. Die Gesamtlänge der Larven kann 5–6 mm betragen. Erst über Hundert Jahre nach der Entdeckung der Larven wurde herausgefunden, dass es sich bei ihnen um die Larven von Eintagsfliegen und nicht um Krebstiere handelt, da ihr äußeres Erscheinungsbild stark an manche Kiemenfußkrebse erinnert.

## Verbreitung und Lebensraum
Die Art lebt in größeren Flüssen und Strömen Europas. Sie war früher weit verbreitet, die meisten Populationen sind mittlerweile aber erloschen. Erstmals entdeckt wurde sie in der Nähe von Paris, sie war ebenfalls am Rhein früher sehr häufig, wurde hier aber seit Anfang des 20. Jahrhunderts nicht mehr beobachtet. Schon in den 1980er-Jahren war die Art überall in Deutschland selten oder verschwunden. In Bayern gelten die Vorkommen beispielsweise schon sehr lange als erloschen. Jüngere Nachweise in Europa gibt es aus dem Süden Schwedens, dem Osten Spaniens, Ungarn, Tschechien, Rumänien, Italien Griechenland, Nordmakedonien und den Niederlanden. Die Art wurde ebenfalls 2006 in der Wolga entdeckt und ist ebenfalls aus der Türkei und dem Kaukasus bekannt.
Die Larven leben am Boden großer Fließgewässer.

## Lebensweise
Aufgrund der Morphologie ihrer Mundwerkzeuge wurde lange Zeit angenommen, dass die Larven räuberisch von Würmern und Insektenlarven leben. Dies wurde jedoch nicht beobachtet und andere Autoren gehen von einer saprobionten Ernährung von Detritus und Algen aus. Sie halten sich in der Strömung dicht an Steinen oder anderen haltbaren Stellen angelegt fest. Aufgestöbert schlagen sie mit dem Schwanz und versuchen sich unter Ausnutzung der Strömung schnell einer Gefahr zu entziehen. Die Imagines schwärmen nach dem Schlüpfen in der Abenddämmerung im Juni oder Juli Richtung Ufer und verpaaren sich unmittelbar danach. Sie schwärmen nur für etwa eine halbe Stunde und sind auch schon als Subimago fruchtbar. Da noch keine männlichen Imagines beobachtet wurden, ist es möglich, dass sich die Art auch parthenogenetisch vermehrt.

## Taxonomie
Die Art wurde 1785 durch Otto Friedrich Müller als Limulus pennigerus erstmals beschrieben. In der Literatur finden sich eine Reihe weiterer Synonyme, beispielsweise Prosopistoma foliaceum (Fourcroy 1785), Prosopistoma punctifrons Latreille 1833, Binoculus piscinus Duméril 1816 oder Binoculus foliaceum Fourcroy 1785.